# Ryan Davenport
Pour les articles homonymes, voir Davenport.
Ryan Davenport est un ancien skeletoneur canadien. Au cours de sa carrière, il n'a jamais pris part aux Jeux olympiques ayant pris sa retraite sportive en 1999 alors que le skeleton est réintroduit aux olympiades en 2002. Aux championnats du monde qu'il a disputé entre 1994 et 1999, il remporte à deux reprises le titre de champion du monde en 1996 à Calgary et 1997 à Lake Placid, enfin en coupe du monde il remporte également le classement général en 1996 devenant le premier Canadien à enlever le titre de champion du monde et de vainqueur de la coupe du monde, ayant pris part à vingt-cinq épreuves de coupe du monde, il s'est imposé à cinq reprises : une fois à Altenberg en 1996, deux fois à la Plagne en 1996 et 1997, une fois à Winterberg en 1997 et enfin une fois à Calgary en 1998.
Après avoir accompli sa carrière sportive, il devient entraîneur de skeleton au début des années 2000 et enfin directeur de la course lors des Jeux olympiques de 2010 à Vancouver.

## Palmarès

### Championnats du monde
En individuel : 
- Médaille d'or : en 1996 et 1997.
- Médaille de bronze : 1995.

### Coupe du monde
- 1 globe de cristal en individuel : vainqueur en 1996.
- 12 podiums individuels : 6 victoires, 3 deuxièmes places et 3 troisièmes places.

#### Détails des victoires en Coupe du monde
| Édition   | Piste                | Total |
| 1995-1996 | Altenberg La Plagne  | 2     |
| 1996-1997 | La Plagne Winterberg | 2     |
| 1997-1998 | Calgary              | 1     |
| 1998-1999 | Calgary              | 1     |